# Rhyacophila hayachinensis
Rhyacophila hayachinensis là một loài Trichoptera trong họ Rhyacophilidae. Chúng phân bố ở miền Cổ bắc.